# انتخابات پارلمان اروپا (۲۰۱۹)
انتخابات پارلمان اروپا (۲۰۱۹) (انگلیسی: European Parliament election, 2019) بین ۲۳ تا ۲۶ مه ۲۰۱۹ برگزار شد و نهمین انتخابات پارلمانی از اولین انتخابات مستقیم سال ۱۹۷۹ بود. در مجموع ۷۵۱ عضو پارلمان بیش از ۵۱۲ میلیون نفر را از ۲۸ کشور عضو نمایندگی می‌کنند.
در ۲۶ مه ۲۰۱۹ در جریان انتخابات پارلمان اروپا (۲۰۱۹) فراکسیون حزب مردم اروپا به رهبری مانفرد وبر بیشترین کرسی‌های پارلمان اروپا را به دست آورد، وی به عنوان جانشین احتمالی ژان کلود یونکر رئیس فعلی کمیسیون اروپا برگزیده شد.
در انتخابات پارلمان اروپا (۲۰۱۹) همچنین، راست میانه و چپ میانه کرسی‌های خود را از دست دادند، حال آنکه لیبرال‌ها، راست افراطی و احزاب سبز و منطقه‌ای بیشترین میزان کرسی را به‌دست آوردند

## کاندیداهای پیشرو
فرایند کاندیداهای پیشرو برای اولین بار در سال ۲۰۱۴ مورد استفاده قرار گرفت که با حضور برخی از آنان در شورا مخالفت شد. آینده این روند نامشخص است، اما پارلمان تلاش کرده‌است ادامه این روند تضمین پیدا کند و احزاب اطمینان حاصل کنند که نامزدهای آنان در انتخابات شرکت می‌کنند. در ۲۳ ژانویه ۲۰۱۸، کمیته امور قانون اساسی متنی را تصویب کرد که نشان می‌دهد فرایند کاندیداهای پیشرو نمی‌تواند لغو شود و پارلمان آماده است «تا نمایندگانی که پیش از برگزاری انتخابات پارلمان اروپا کاندید پیشرو نشوند رد کند.»

### فراکسیون حزب مردم اروپا
ژان کلود یونکر، نخست‌وزیر سابق لوکزامبورگ، رئیس پیشین حزب، اظهار داشت که او به عنوان ریاست حزب در انتخاب دوم نخواهد بود.
میشل بارنیر، مذاکره کننده ارشد اتحادیه اروپا، یک کاندید قوی محسوب می‌شود. او در انتخابات، گفتگوهای روند خروج بریتانیا از اتحادیه اروپا را به عنوان مذاکره کننده اصلی اروپا به اتمام خواهد رساند. او قبلاً عضو کمیسیون بازار داخلی و وزیر مالی فرانسه بود.
یورکی کاتاینن (کمیساریای مشاغل، رشد، سرمایه‌گذاری و رقابت پذیری، کمیسیون قبلی امور اقتصادی و امور مالی و نخست‌وزیر فنلاند)

### حزب سوسیالیست‌های اروپایی
نامزد قبلی PES، مارتین شولتس، پارلمان اروپا را ترک کرده‌است تا حزب سوسیالیست آلمان را رهبری کند.
پیرموسکویسی (کمیساریای امور اقتصادی و مالی، وزیر دارایی قبلی فرانسه) علاقه‌مند به این موضوع شده‌است.
فرانس تیمرمانس (معاون کمیسیون اروپا، و وزیر امور خارجه پیشین هلند) به عنوان پست مورد نظر ذکر شده‌است، و در تلاش است تا انتخاب شود.
فدریکا موگرینی (نماینده عالی اتحادیه اروپا)
هله تورنینگ-اشمیت (نخست‌وزیر سابق دانمارک) در سال ۲۰۱۴ قویترین مدافع بود و دوباره پیشنهاد شده‌است.

### اتحاد لیبرال‌ها و دموکرات‌ها
سیلوی گولارد (معاون بانک مرکزی فرانسه، وزیر سابق فرانسوی خدمات مسلح و MEP)
مارگرتی وستاگر (کمیساریای مسابقه، وزیر پیشنهادی اقتصاد و امور داخلی دانمارک)
سیسیلیا مالمستروم (کمیساریای تجارت، کمیسیونر قبلی کمیسیون امور داخلی و وزیر امور خارجه سوئد)
هانس فان بالن (رئیس اتحاد حزب لیبرال‌ها و دموکرات‌ها برای اروپا، MEP و رئیس قبلی حزب لیبرال بین‌المللی)